# Ratpenat groc rogenc
El ratpenat groc rogenc (Lasiurus borealis) és una espècie de ratpenat insectívor de la família Vespertilionidae. Està relacionat amb Lasiurus blossevillii.
Lasiurus borealis es distribueix per l'est de Nord-amèrica, amb registres ocasionals a Bermuda i les Bahames.